# Wat een dag
'"Wat een dag" ("Que dia") foi a canção dos Países Baixos no Festival Eurovisão da Canção 1961 que se desenrolou em Cannes no sábado, 18 de março daquele ano.
A canção foi interpretada em neerlandês por Greetje Kauffeld. Foi a sexta canção a ser cantada na noite do evento, a seguir à canção da Jugoslávia Neke davne zvezde e antes da canção da Suécia April, april", interpetada por Lill-Babs. Terminou a competição em décimo lugar, tendo recebido um total de 6 pontos. No ano seguinte, os Países Baixos foram representados pela banda De Spelbrekers que interpretou o tema "Katinka".

## Autores
- Letrista: Pieter Goemans
- Compositor: Dick Schallies
- Orquestrador: Dolf van der Linden

## Letra
A canção é cantada do ponto de vista de uma jovem mulher experimentar o amor e, geralmente, encontrar o mundo seja um lugar encantador. Ela canta, por exemplo, que "eu apanhei flores impune / No parque do outro lado da rua", emprestando credibilidade a sua convicção de que este é verdadeiramente o seu dia.